# شیرینی نعلی
شیرینی نعلی یکی از انواع شیرینی‌های سنتی ایرانی است. در این نوع شیرینی، پودر بادام، آرد، کره، زرده تخم مرغ، پودر قند و آبلیمو بکار می‌رود.